# 蘭第錫
蘭第錫（乾隆元年—嘉慶二年，即1736年—1797年），字寵章，山西吉州人。清朝官员。
乾隆十五年（1750年）舉人，授鳳臺教諭。擢順天大興知縣。三十四年，獲直隸總督楊廷璋推薦升補永定河北岸同知，吏部認為大興縣並不是沿河州縣，駁回所請。楊廷璋再奏，終獲乾隆帝特許。四十四，再遷永定河道。四十八年，署河東河道總督。五十二年，實授總督、兼兵部侍郎。五十四年，調江南河道總督。
嘉慶元年（1796年），因豐北汛河水氾濫，自請治罪，嘉慶帝命竣工後再檢覈功過。因合壟穩固，獲賜黃辮荷包，但因不能事先預防停甄敘。二年十二月，卒於任上。三年，李奉翰等奏當由蘭第錫之子代父呈繳漫工賠償二十萬八千餘兩，經山西巡撫伯麟奏明蘭第錫遺產僅值一百四十餘兩。嘉慶帝念蘭第錫為官清慎，命道、廳以上官員及曾任總河各員分別代償。

## 延伸阅读
[在维基数据编辑]
 《清史稿·卷325》，出自趙爾巽《清史稿》